# Sant Esteve de Montesclado
Sant Esteve de Montesclado és l'església parroquial barroca del poble de Montesclado, en el terme municipal de Farrera, a la comarca del Pallars Sobirà. Està situada al sector de ponent del petit nucli. Va substituir Sant Esteve Vell de Montesclado situada al cementiri, al nord-est de la població, i que avui està en ruïnes

## Descripció
Església d'una sola nau amb capelles laterals, coberta amb volta d'aresta que descansa sobre petites mènsules. La capçalera està orientada a migdia i la porta d'accés, de mig punt, es troba als peus de la nau, a la base del campanar, formant un petit atri. És a dir, que l'accés a l'església es fa a través del campanar, que s'aixeca a l'extrem de la nau i presenta una base quasi quadrada que es transforma, a la part superior, en trapezoidal bastant irregular. A la part superior s'obren dos pisos de finestres de mig punt, parcialment cegades les del pis inferior. Un petit capitell de llicorella corona el campanar. Exteriorment, el mur lateral est de la nau és arrodonit. L'aparell, de mida petita i pissarrós, és recobert per arrebossat en alguns punts. A l'interior decoren la capçalera uns frescos contemporanis, obra del pintor J. Verdaguer. Durant la guerra civil Sant Esteve va patir greus danys.
Formant part de la paret de l'absis trobem una pintura mural de Sant Esteve de Montesclado del 1970 en un bon estat de conservació.

## Història
Originalment, Sant Esteve de Montesclado estava situada als afores del poble. Era una església de cementiri, de la que encara queden restes. Les primeres notícies de l'església són del 1314, quan fou objecte de visita dels deganats de l'arquebisbe de Tarragona, quan formava part del deganat de Cardós. Al principi del segle xvi, la rectoria de Montesclado, juntament amb la de la Glorieta (de Montesclado), regida per Joan Castell, era valorada en 10 lliures i 2 sous, i pertanyia a l'oficialitat de Tírvia.